# ناحیه کرنی، میشیگان
ناحیه کرنی (به انگلیسی: Kearney Township) یک منطقهٔ مسکونی در ایالات متحده آمریکا است که در شهرستان انتریم، میشیگان واقع شده‌است.
 ناحیه کرنی ۹۱٫۳ کیلومتر مربع مساحت و ۱٬۷۶۵ نفر جمعیت دارد و ۲۱۳ متر بالاتر از سطح دریا واقع شده‌است.